# Rio Garoa
Der Rio Garoa ist ein etwa 29 km langer linker Nebenfluss des Rio Ivaí im Nordwesten des brasilianischen Bundesstaats Paraná.

## Geografie

### Lage
Das Einzugsgebiet des Rio Garoa befindet sich auf dem Terceiro Planalto Paranaense (Dritte oder Guarapuava-Hochebene von Paraná).

### Verlauf
Sein Quellgebiet liegt im Munizip Tapira auf 395 m Meereshöhe etwa 7 km südlich des Hauptorts an der PR-082.
Der Fluss verläuft in nördlicher Richtung. Er mündet auf 246 m Höhe von links in den Rio Ivaí. Er ist etwa 29x km lang.

### Munizipien im Einzugsgebiet
Der Rio Garoa verläuft vollständig innerhalb des Munizips Tapira.